# SQL Access Group
SQL Access Group (SAG) — группа компаний, занимавшихся разработкой программного обеспечения, сформированная в 1989 году для определения и продвижения стандартов переносимости и взаимодействия баз данных. Первыми членами стали Oracle Corporation, Informix, Ingres, DEC, Tandem, Sun и HP.
SAG начала разработку SQL Call Level Interface, позднее изданном как спецификация X/Open.
В 1992 году Microsoft выпустила версию ODBC под номером 1.0 на базе спецификации X/Open SQL CLI.
SQL Access Group передала все свои активы и наработки комитету X/Open в четвёртом квартале 1994 года.